# Сукулис, Костас
Ко́стас М. Су́кулис (греч. Κώστας Μ. Σούκουλης, англ. Costas M. Soukoulis; 15 января 1951, Агиос Иоаннис, Коринф, Пелопоннес, Греция — 14 марта 2024) — греческий и американский физик. С 1984 года являлся старшим научным сотрудником Лаборатории Эймса (Айова, США), выдающимся профессором физики Университета штата Айова и научным сотрудником Института электронных структур и лазеров при центре FORTH (Ираклион, Крит, Греция). Согласно исследованиям транснациональной медиакомпании Thomson Reuters 2014, 2015 и 2016 годов, Сукулис входил в число ведущих учёных мира, оказывающих наибольшее влияние на развитие соответствующих отраслей знаний. Имел h-индекс равный 106 и был процитирован более 30 000 раз.

## Биография
Родился 15 января 1951 года в деревне Агиос Иоаннис (Коринф, Пелопоннес, Греция).
В 1974 году окончил Афинский национальный университет имени Каподистрии, получив степень бакалавра наук в области физики.
В 1978 году получил степень доктора философии в области физики, окончив Чикагский университет.
В 1978—1981 годах работал приглашённым ассистент-профессором на физическом факультете Виргинского университета.
В 1981—1984 годах работал в ExxonMobil Research & Engineering, являющейся дочерней структурой крупнейшей в мире частной нефтяной компании ExxonMobil.
С 1984 года занимал должности старшего научного сотрудника Лаборатории Эймса, выдающегося профессора физики Университета штата Айова, а также научного сотрудника Института электронных структур и лазеров при научно-исследовательском центре FORTH.
В 2001—2011 годах был профессором кафедры материаловедения и инжиниринга в Университете Крита.
В 2005 году Сукулис был признан ведущим учёным Европы.
C 2002 года являлся старшим редактором рецензируемого научного журнала «Photonics and Nanostructures: Fundamentals and Applications», публикуемого издательством Elsevier.
В 2008—2011 годах был редактором журнала «Optics Letters», публикуемого Оптическим обществом США.
C 2012 года являлся членом редакционной коллегии публикуемого Американским физическим обществом журнала «Physical Review Letters».
Имел порядка 444 научных публикаций, выступал с лекциями на более чем 178 национальных и международных конференциях, а также прочёл около 173 докладов в учебных учреждениях.
Являлся членом советов директоров и комитетов в нескольких структурах, включая Национальный научный фонд (США), министерство энергетики США и Европейский союз, а также председателем и членом ряда международных научных комитетов, отвечающих за организацию и проведение различных международных конференций.
Умер 14 марта 2024 года в возрасте 73 лет.

## Научно-исследовательская работа
В своих исследованиях группа Сукулиса основной акцент делает на развитии теоретического понимания свойств неупорядоченных систем, фотонных кристаллов, метаматериалов, материалов с левосторонним (отрицательным) показателем преломления, лазеров с хаотическим режимом генерации, графена, плазмоников, хаотических магнитных систем, нелинейных систем и аморфных полупроводников.
В 1990 и 1994 годах Сукулис и его коллеги по Лаборатории Эймса получили международное признание за свою работу по теоретическому толкованию и экспериментальной реализации первых моделей фотонных кристаллов с самой широкой всенаправленной фотонной запрещённой зоной. Многие группы экспериментаторов по всему миру по-прежнему пользуются одной из них (кристалл со структурой «поленницы») в своих исследованиях. Учёный также использует фотонные материалы в целях изменения излучения абсолютно чёрного тела для повышения эффективности фотоэлементов, а вследствие этого — манипулирования световыми лучами и связывания оптических волокон с микроскопическими оптическими структурами.

## Членство в организациях
- 1991 — Фелло Американского физического общества.
- 2002 — Фелло Американской ассоциации содействия развитию науки и Оптического общества США.
- 2011 — Степень почётного доктора от Брюссельского свободного университета[15].

## Награды и премии
- 2001 — Награда за выдающиеся достижения в исследованиях от Университета штата Айова[5].
- 2002 — Премия Гумбольдта[16].
- 2005 — Премия Декарта[17].
- 2013 — Премия Джеймса Макгруди за исследования в области новых материалов[18].
- 2014 — Премия имени Макса Борна[19].
- 2015 — Медаль имени Рольфа Ландауэра от Международного общества по изучению электрических, транспортных и оптических свойств неоднородной среды (International ETOPIM Association)[3].
- 2014, 2015, 2016 — Самый цитируемый учёный в мире по версии Thomson Reuters[8].